# Служба безопасности Президента Туркменистана
Служба безопасности Президента Туркменистана (туркм. Türkmenistanyň Prezidentiniň howpsuzlyk gullugy) — государственный орган, осуществляющий обеспечение безопасности Президента Туркменистана, наделенный правом осуществления оперативно-розыскной деятельности на территории Туркменистана.

## История
Пост президента в Туркменистане был учрежден Законом ТССР «Об учреждении президентской формы правления в Туркменской ССР и внесении изменений и дополнений в Конституцию Туркменской ССР» от 11 октября 1990 года. Первые выборы Президента ТССР состоялись 27 октября 1990 года.
Постановлением Верховного Совета Туркменской ССР «Об обеспечении деятельности высших должностных лиц Туркменской ССР» от 16 ноября 1990 года обеспечение личной охраны Президента Туркменской ССР было отнесено к компетенции Комитета государственной безопасности ТССР, структурным подразделением которого являлся прообраз нынешней Службы безопасности Президента Туркменистана.
В начале 1990-х годов (точная дата неизвестна) Служба безопасности Президента Туркменистана была выведена из состава Комитета национальной безопасности и преобразована в самостоятельный орган, подчиняющийся непосредственно Президенту Туркменистана. Первым руководителем Службы безопасности Президента Туркменистана стал подполковник Акмурад Реджепов.
23 сентября 1994 г. вступил в силу Закон Туркменистана «Об оперативно-розыскной деятельности», согласно которому одной из основных задач оперативно-розыскной деятельности является обеспечение безопасности Президента Туркменистана. Закон также наделил Службу безопасности Президента Туркменистана правом осуществления оперативно-розыскной деятельности на территории Туркменистана наряду с органами внутренних дел, национальной безопасности, пограничной службы и разведывательных подразделений Министерства обороны.

## Обязанности
Согласно Закону Туркменистана «О Президенте Туркменистана» в обязанности Службы Президента Туркменистана входит:
- Жилищное и транспортное обслуживание Президента Туркменистана и членов его семьи (совместно с Управлением делами Аппарата Президента Туркменистана и Министерством национальной безопасности Туркменистана);
- Обеспечение Президента Туркменистана специальными средствами связи;
- Охрана Президента Туркменистана, супруги Президента Туркменистана и других совместно проживающих с Президентом Туркменистана членов его семьи.

Согласно Закону Туркменистана «О борьбе против терроризма» от 15 августа 2003 года в обязанности Службы безопасности Президента Туркменистан входит непосредственное осуществление борьбы против терроризма.

## Структура и численность
Точных данных о численности личного состава Службы безопасности Президента Туркменистана нет. Ориентировочная численность, исходя из организации структурных подразделений и вооруженных формирований — 4 тысячи человек.
В структуру Службы безопасности президента Туркменистана входят:
- Секретариат
- Дежурный отдел
- 1-й отдел (личная охрана Президента Туркменистана)
- 2-й отдел
- 3-й отдел
- 4-й отдел
- Полк особого назначения (командир полка особого назначения одновременно является заместителем начальника Службы безопасности президента Туркменистана)
  - 1-й батальон (мин. две роты)
  - 2-й батальон (мин. две роты)
  - 3-й батальон

## Начальники
| No | Имя                      | Назначен   | Уволен     | Причина увольнения       |
| 1  | Реджепов, Акмурад        | 1990       | 15.05.2007 | переход на другую работу |
| 2  | Аманов, Чарымурад        | 15.05.2007 | 25.01.2008 | неизвестно               |
| 3  | Ходжабердыев, Гуйчгельды | 25.01.2008 | 05.10.2015 | переход на другую работу |

После увольнения Гуйчгельды Ходжабердыева о назначении нового начальника не сообщалось.